# 青田昇
青田昇（1924年11月22日—1997年11月4日）為日本的棒球選手、教練，出生於兵庫県三木市。他曾效力於日本職棒讀賣巨人、阪神虎等隊伍，於1959年退休，生涯通算265支全壘打。